# Campeonato Italiano de Rugby 1958-59
El Campeonato de Rugby de Italia de 1958-59 fue la vigésimo novena edición de la primera división del rugby de Italia.

## Sistema de disputa
En la primera fase, los equipos disputaron una fase grupal, en donde en cada uno de los equipos enfrentaba a sus rivales en condición de local y de visitante, finalizada la fase de grupos, los mejores dos equipos clasifican a la fase final.
En la segunda fase, los equipos disputaran una fase final comenzando en la etapa de cuartos de final, los equipos se enfrentaran en partidos de ida y vuelta hasta la definición.

## Desarrollo
- Tabla de posiciones:[1]

### Cuartos de final
| Equipo 1        | Equipo 2     | Ida  | Vuelta |
| --------------- | ------------ | ---- | ------ |
| Amatori Milano  | X Comiliter  | 15-3 | 12-3   |
| Fiamme Oro      | Rugby Parma  | 20-3 | 9-9    |
| L'Aquila Rugby  | Rugby Rovigo | 11-3 | 3-9    |
| Partenope Rugby | Rugby Milano | 3-9  | 3-13   |

### Semifinales

#### Semifinal 1
| 1959 | Amatori Rugby Milano | 20 - 14 | Fiamme Oro |  |  |

| 1959 | Fiamme Oro | 9 - 3 | Amatori Rugby Milano |  |  |

#### Semifinal 2
| 1959 | L'Aquila Rugby | 13 - 6 | Rugby Milano |  |  |

| 1959 | Rugby Milano | 3 - 6 | L'Aquila Rugby |  |  |

### Final
| 1959 | L'Aquila Rugby | 3 - 9 | Fiamme Oro |  |  |

| 1959 | Fiamme Oro | 17 - 0 | L'Aquila Rugby |  |  |

| Bandera de Italia  |
| Campeón Fiamme Oro |
| Segundo título     |